# Båstads distrikt
Båstads distrikt är ett distrikt i Båstads kommun och Skåne län. 
Distriktet ligger i och omkring Båstad.

## Tidigare administrativ tillhörighet
Distriktet inrättades 2016 och utgörs av området som Båstads köping omfattade till 1971, som före 1937 utgjorde Båstads socken.
Området motsvarar den omfattning Båstads församling hade 1999/2000.